# Ellevang (parochie)
Ellevang is een parochie van de Deense Volkskerk in de Deense gemeente Aarhus. De parochie maakt deel uit van het bisdom Århus en telt 7072 kerkleden op een bevolking van 8363 (2004). 
Tot 1970 werd het gebied van de parochie vermeld onder Hasle Herred.  In dat jaar werd het opgenomen in de nieuwe gemeente Aarhus. Ellevang werd in 1974 gesticht als zelfstandige parochie als afsplitsing van de parochie Vejlby. De parochiekerk dateert uit hetzelfde jaar.